# Teixidor menut de front escatós
El teixidor menut de front escatós (Sporopipes squamifrons) és un ocell de la família dels ploceids (Ploceidae).

## Hàbitat i distribució
Habita zones àrides de matollar xèric del sud-oest d'Angola, Namíbia, Botswana, oest de Zimbabwe i Sud-àfrica.